# Koloppeh
Koloppeh (em persa: كلپه) é uma aldeia do distrito rural de Tirjerd, no condado de Abarkuh, na província de Yazd, Irã.
Segundo o censo de 2006, sua população era de 119 habitantes, em 32 famílias.